# خاچاطور کساراتسی

خاچاطور کساراتسی، (به زبان ارمنی Խաչատուր Կեսարացի - به زبان لاتین Ḥachatur K÷esaratsi)، (زاده ۱۵۹۰ میلادی در کساریا- درگذشته ۱۶۴۶ میلادی در محله جلفا (اصفهان))، خلیفهٔ وقت ارمنی‌های جلفای اصفهان، آموزگار و مؤسس اولین چاپخانه در خاورمیانه بود.

## زندگی‌نامه
خاچاطور کساراتسی از همان آغاز جوانی اش (سال‌های ۱۶۱۱ تا ۱۶۱۴ میلادی) زمانی که موسس سیونتسی در ناحیه کساریا به خدمت دینی می‌پرداخت به شاگردی وی درآمده بود. خاچاطور در سال ۱۶۱۶ میلادی زمانی که گریگور داراناغتسی وقایع نگار مشهور ارمنی سده هفدهم از قبرس دیدار کرد و یک سال تمام در آنجا در کلیسای ارمنی صومعه مارکار مقدس
اقامت گزید کشیش آن کلیسا بود و در این مدت به تحصیل نزد داراناغتسی هم پرداخته‌است. در سال ۱۶۲۳ میلادی به مدت کوتاهی در قسطنطنیه اقامت گزید و در همان سال به همراه مؤسس سیونتسی به اصفهان سفر کرد و با دریافت عنوان (وارداپت) اسقف جلفای نو گردید. (دوران مسئولیت خاچاطور در جلفای نو از سال ۱۶۲۰ میلادی آغاز شده‌است)
طبق کتیبه‌ای که روی سنگ قبر خاچاطور است، او سی ساله بود که اسقف جلفای نو شد و در سال ۱۶۴۶ میلادی یعنی در سن ۵۶ سالگی نیز وفات یافت. خاچاطور کساراتسی پس از انتخاب، اصلاحات زیادی انجام داد، بنیان کلیسا را استحکام بخشید و بسیاری از مردم را تحت آموزش‌های فرهنگی و مذهبی قرار داد. در اولین سال ریاست او، کلیسای کاتارینه در جلفای نو ساخته شد؛ طبق سند رسمی که در این صومعه حفظ شده، بنای کلیسا ابتکار مؤسس سیونتسی بوده و مخارج آن نیز از سوی «خواجه یقیازار لازاریان» از بازرگانان جلفای اصفهان پرداخت گردیده‌است. طبق یک دستخط به سال ۱۶۲۹ میلادی کساراتسی شاگردان زیادی پرورش داد، و مدارسی برپا نمود که بعدها از مراکز بسیار مهم تحصیلات عالیه مسیحی گردیده‌است.
در دورهٔ ریاستش کلیسای بیت لحم (اصفهان) که بزرگ‌ترین، زیباترین و مزین‌ترین کلیسای جلفای نو بود ساخته شد؛ مخارج ساخت این کلیسا، توسط شخصی به نام «خواجه پطرس ولیجانیان» بازرگان معروف دوران صفوی، پرداخت شد و مدفن وی و چند تن از اعضای خانواده‌اش نیز در حیاط کلیسا قرار دارد.

## صنعت چاپ ارمنی
در زمان خاچاطور کساراتسی کلیسای وانک به یک مرکز تحصیلات عالی مسیحی، فرهنگ، نگارش کتاب، چاپ و نقاشی تبدیل گشت. در این مدت خلیفه‌گری ارامنه اصفهان یکی از قدرتمندترین و تاثیرگذارترین خلیفه گری‌های کلیسای ارمنی گردید. این جایگاه مهم و قابل توجه، با مرگ نابه‌هنگام او در سن ۵۶ سالگی مدتی دچار تزلزل شد.
خاچاطور کساراتسی به همراه روحانی دیگری به نام «سیمون جوغایه‌تسی» به لهستان سفر کرد تا به برخی از مشکلات جامعهٔ ارمنیان آن کشور در خصوص مسائل دینی آن دیار سر و سامان دهد؛ در آنجا از چاپ کتاب آگاه گردید. چون به جلفا بازگشت درصدد برآمد چاپخانه‌ای دایر نماید. بر این اساس، یکی از روحانیان را به اروپا گسیل داشت تا در این زمینه تحقیق کند. پس از بازگشت این روحانی، بر اساس توضیحات و مشاهدات وی و بدون دسترسی به تجربهٔ کافی، استادان ارمنی جلفا با همکاری خلیفه دست به کار شدند و تمامی وسایل چاپ از قبیل ماشین چاپ، حروف، کاغذ مرکب و غیره را با دست تهیه و اقدام به ساخت آن کردند. آنها پس از یک سال و پنج ماه تلاش موفق شدند اولین کتاب را در ایران چاپ کنند و این سرآغاز تاریخ چاپ در ایران بود.
نخستین کتاب «زبور داوود» بود که در سال ۱۶۳۸ میلادی چاپ شد. یک سال و پنج ماه برای چاپ این کتاب وقت صرف شد. در یادداشت‌های این کتاب نوشته شده‌است:
«یک سال و پنج ماه است که روز و شب بدون وقفه با کل اعضاء حوزهٔ علمیه به کار مشغولیم، برای اینکه نه از جایی دیده‌ایم و نه استادی داشته‌ایم.»
دومین کتاب به نام «هاراتس وارگ» در سال ۱۶۴۱ میلادی به چاپ رسید. کتاب مزبور شرح حال روحانیون ارمنی، تارک دنیاها و پندنامه است. این کتاب تنها در پانصد نسخه، با حروف بسیار درشت و صفحات دو ستونه، به چاپ رسانند.
کتاب «خورهر تاددر» سومین کتابی بود که در چاپخانه وانک در سال ۱۶۴۱ میلادی به چاپ رسید. در سال ۱۶۴۲ میلادی چهارمین کتاب به نام «ژاماگیرک آدنی» چاپ شد؛ که از نظر شکل ظاهری، در مقایسه با کتاب اول، دارای حروف کوچکتر و زیباتر و چاپی منظم تر و مرتب تر بود و بخشهایی از آداب انجام مراسم کلیسایی را شامل می‌شد. کتاب ژاماگیرک آدنی مزین به تصاویر زیبایی از حروف ارمنی به شکل پرندگان و تزیینات قوسی شکل به سبک ارمنی است که احتمال می‌رود کار میناس، نقاش اهل جلفا، باشد. در یادداشت‌های این کتاب نوشته شده‌است:
«... زیرا خاچاطور هر روز آثار چاپی را در میان ملل لاتین مشاهده می‌کرد و آرزو داشت که ارمنیان نیز از این نعمت برخوردار باشند. باید همراه ذکر نام این پدر مقدس و شاگردان پاک‌سرشت او نام‌های سیمون، داویت، مگردیچ، باقداسار و بقیه را ذکر کنیم و نیز وارتاپت هُوْهانِس را، که به کشورهای لاتین سفر کرد تا از آنها بیاموزد و به ارمنستان بازگردد این صنعت را به ارمنیان بشناساند».